# Regina Basilier
Regina Basilier, född Kleifeldt 1572 i Danzig, död 28 februari 1631 i Stockholm, var en svensk (ursprungligen tysk) köpman. Hon tillhörde de mest framgångsrika storköpmännen i Sverige på sin tid och var också känd för sina täta affärskontakter med den svenska kronan, vars kreditor hon var. 

## Biografi
Regina Basilier var gift med Adam Basilier (död 1608), köpman i Hamburg och en av de största kreditorerna till hertig Johan av Östergötland. Maken handlade med bland annat guld, smycken och textilier, och Regina Basilier gjorde flera affärsresor till Sverige. År 1616 nämns hur hon var på besök i Sverige för att bedriva handel med kungen och hans mor, och hur hon då sålde tapeter till Gustaf II Adolf. 
Vid Johan av Östergötlands död 1618, etablerade sig Basilier i Sverige för att övervaka sina rättigheter. Hon arrenderade Kungs Norrby län i Östergötland 1623-26, överlät sedan detta till sin son Nicolaus Basilier och förpaktade istället Gripsholms och Vibyholms län i Södermanland av kronan; 1630 begärde hon även att få arrendera Åkers härad av Kristina den äldre. 
Att kvinnor på detta sätt förpaktade län som kronans kreditorer förekom bland adeln men var ovanligt bland icke adliga kvinnor. Förutom Basilier nämns vid samma tid Nya Lödöses borgmästare "Ollert Syltmans efterleverska" Brita Andersdotter (Hök), men i samtliga fem fall utom Basiliers är affärerna med kronan betydligt mer passiv, och änkan övertog endast ett färdigt kontrakt efter sin make. Regina Basilier är unik genom sitt initiativtagande i att upprätta nya kontrakt och använda dessa för att utveckla, utöka och bedriva en mångsidig affärsverksamhet med kronan. 
Regina Basilier beskrivs som den svenska kronans mest pålitliga kreditgivare, och förstärkte regelbundet medel i form av spannmål och kontanter mot nedsättningar av arrendesumman. Hennes spannmålsaffärer gjorde att tidvis hamnade i konflikt med bönderna inom sina distrikt och med krigsbefäl som krävde underhåll. 
Hon bedrev storhandel med textilier från Hamburg men även med andra lyxvaror och levererade varor till kungafamiljen. Hon sålde till exempel sängklädseln till Gustav II Adolf och Maria Eleonoras bilägersäng till änkedrottning Kristina d.ä. År 1623 nämns hur kungen av henne hade köpt en ring till drottningen. 
Regina Basilier avled 1631 och efterlämnade då sina affärer till sitt enda barn Nicolaus Basilier. Hon var vid sin död en av kronans största kreditorer.